# Zatoka Królewska
Zatoka Królewska (ang. King Sound) – zatoka Oceanu Indyjskiego u północnego wybrzeża stanu Australia Zachodnia, w Australii. Wejście do zatoki znajduje się pomiędzy przylądkiem Cape Leveque na Ziemi Dampiera na zachodzie a archipelagiem Buccaneer Archipelago na wschodzie.
Zatoka wcina się w głąb lądu na 145 km i liczy średnio około 55 km szerokości. Liczne płycizny, rafy oraz wysokie pływy (do 11 m) utrudniają nawigację. Uchodzą do niej rzeki Fitzroy, Meda, Lennard, May i Robinson. Położone jest nad nią miasto Derby.
Zatoka zbadana została w 1838 roku przez oficerów Johna Wickhama i Johna Stokesa na pokładzie okrętu HMS „Beagle”. Nadali jej oni nazwę King Sound na cześć odkrywcy Phillipa Parkera Kinga. Polski egzonim przyjęty przez KSNG – Zatoka Królewska – opiera się na błędnym potraktowaniu wyrazu king jako nazwy pospolitej (w języku angielskim „król”).